# Chopardana lineata
Chopardana lineata är en insektsart som beskrevs av Victor Lallemand 1942. Chopardana lineata ingår i släktet Chopardana och familjen Flatidae. Inga underarter finns listade i Catalogue of Life.